# حزب سوسیالیست ژاپن
حزب سوسیالیست ژاپن (JSP)، که همچنین به عنوان حزب سوسیال دموکرات ژاپن (به ژاپنی: 日本社会党 (にっぽんしゃかいとう、にほんしゃかいとう Nippon shakai-tō, Nihon shakai-tō) شناخته می‌شود یک حزب جناج چپ در کشور ژاپن از سال ۱۹۴۵ تا ۱۹۹۶ بود.

## تاریخچه

### دهه های ۱۹۴۰– ۱۹۷۰

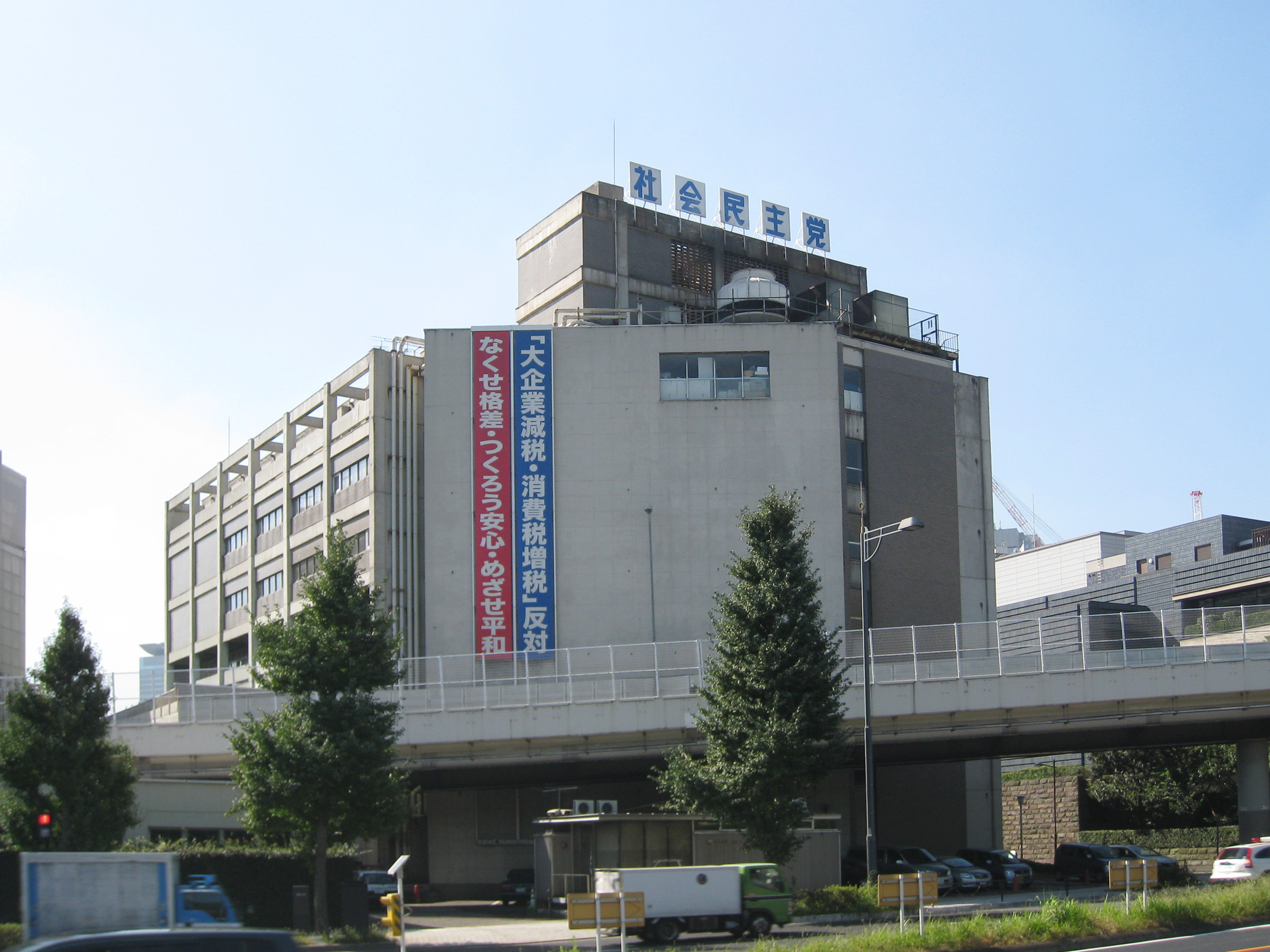
دفتر مرکزی سابق حزب سوسیالیست ژاپن در ناگاتاچو، مرکز اجتماعی و فرهنگی (社会 文化 会館)

احزاب سوسیالیست و سوسیال دموکرات از اوایل قرن بیستم با نام های مختلف در ژاپن فعال بوده اند، که اغلب دچار سرکوب شدید دولت و همچنین اختلافات ایدئولوژیک و شکاف ها شده‌اند. این حزب در اصل به حزب سوسیال دموکرات ژاپن (SDPJ) شناخته می‌شد و در سال ۱۹۴۵ پس از سقوط رژیم نظامی گری که ژاپن را به جنگ جهانی دوم کشانده بود، تشکیل شد. در آن زمان، درگیری جدی بین حزب بین جناح‌های راست و چپ وجود داشت و نام رسمی حزب به انگلیسی همانطور که جناح چپ از آن دفاع می کرد ، به حزب سوسیالیست ژاپن (JSP) تبدیل شد. راست می خواست از SDPJ قدیمی استفاده کند.